# 鲁蒙盖省
鲁蒙盖省（法語：Province de Rumonge）是布隆迪17省之一，位於該國的西南部，省會魯塔納，北臨基特加省和魯伊吉省，東面是坦桑尼亞，南接馬坎巴省，西毗布魯里省，面積1,079.72平方公里，2008年居民人數352,026。
3°52′40″S 30°9′36″E / 3.87778°S 30.16000°E